# 潘正
潘正，福建福州府长乐县人，明朝政治人物。
永樂十五年（1417年），福建丁酉乡试中舉。永樂十六年（1418年）聯捷戊戌科進士。